# Parque nacional de Indravati
El parque nacional de Indravati es un parque nacional indio, ubicado en el distrito de Bijapur, en el estado de Chhattisgarh. Deriva su nombre del cercano río Indravati, que fluye de este a oeste y forma el límite septentrional de la reserva con el estado indio de Maharastra. Es el hogar de una de las últimas poblaciones del raro búfalo de agua salvaje.
Es el más famoso de los parques nacionales de Chhattisgarh, y una de sus reservas de tigre, junto con la de Udanti-sitanadi. Con una superficie total de alrededor de 2.799,08 km², Indravati obtuvo el estatus de parque nacional en 1981 y de reserva del tigre en 1983 al amparo del famoso Proyecto Tigre de la India.

## Flora
La flora en el parque nacional de Indravati está formada principalmente por caducifolia tropical húmeda y seca, con predominio de los árboles de sal o sala, teca y bambúes. Aparte de ellos, otros árboles comunes en el parque son "lendia", salai, "mahua", ébano coromandel, algodonero rojo, "haldu", ciruela india y jambul. Hay también ricas zonas de excelentes praderías que proporcionan la alimentación requerida a herbívoros como los búfalos de agua salvaje, chitales, muntíacos, nilgós, gaures.

## Fauna
El parque nacional de Indravati tiene una de las últimas poblaciones del búfalo de agua salvaje, en peligro de extinción. También es el hogar de una variedad de otras especies de ungulados. Se han documentado en la zona: gaur (bisonte indio), nilgó, sasin, antílope de cuatro cuernos, sambar, chital, muntíaco de la India, ciervo ratón de la India y jabalí. Los grandes depredadores están representados por el tigre de Bengala, leopardos, osos perezosos, cuones y hienas rayadas. Mamíferos más pequeños incluyen ardillas voladoras, puercoespín, pangolines, monos rhesus y langures, entre muchos otros.
Los reptiles que habitualmente se encuentran en el parte son el cocodrilo, el varano, el camaleón de la India, el krait común, la pitón de la India, la cobra y la víbora de Russel, por citar a unos pocos.
El parque también protege a la amplia variedad de aves de las que el miná religioso es la especie más importante.